# Friedrich Seefried
Friedrich Seefried auch Friedrich Seefridt (* 3. Februar 1549 in Ansbach; † 1608 in Nördlingen) war ein deutscher Porträt- und Wappenmaler, Vedutenzeichner und Kartograph.

## Leben
Seefried (auch Seefridt oder Seyfried) lebte in Nördlingen. Ab 1583 arbeitete er für Wilhelm V. von Bayern (Kolorierte Ansicht von Wemding und Umgebung). In Kelheim war er 1583 auch als Zeichner und Feldmesser  und 1586 bei „Berichtigung der diethfurtischen Grenze“ tätig. Von 1579 bis 1590 arbeitete er im Auftrag von Philipp Ludwig, Pfalzgraf und Herzog von Pfalz-Neuburg. Ab 1588 nahm er die Landgerichte Höchstädt und Neuburg des Herzogtums Pfalz-Neuburg kartografisch auf.
Fortgesetzt und vollendet wurde dieses Werk in den Jahren 1597 bis 1605 durch Christoph Vogel und Matthäus Stang.